# Keith Lambert

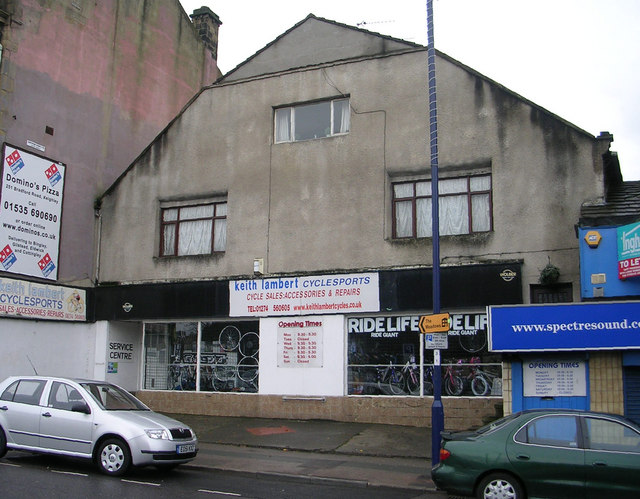
Keith Lambert Cyclesports

Keith Lambert (* 12. Juni 1947 in Bradford) ist ein ehemaliger britischer Radrennfahrer und nationaler Meister im Radsport.

## Sportliche Laufbahn
1972 erhielt er seinen ersten Vertrag als Berufsfahrer im britischen Radsportteam Falcon, in dem Albert Hitchen Sportlicher Leiter war. Er unterschrieb den Vertrag, nachdem er die Nachricht erhielt, dass er nicht für das olympische Straßenrennen nominiert wurde. Sein erster Sieg als Profi gelang ihm in jener Saison auf der zweiten Etappe der Tour of the West in Penzance. Davor hatte er als Amateur eine Reihe von Erfolgen vor allem in britischen Eintagesrennen.
Lambert gewann die nationale Meisterschaft im Straßenrennen der Profis 1974 vor William Bilsland und 1980 vor Bill Nickson. 1975 und 1983 wurde er Vize-Meister. 1983 siegte er in der nationalen Kriteriums-Meisterschaft vor Dudley Hayton. 1974 wechselte in das Team Holdsworth. 1977 fuhr er Paris–Roubaix und beendete das Rennen. 1978 wechselte er zum Team Viking und war zum ersten Mal Vollprofi. Zuvor hatte er noch kleinere Nebenjobs annehmen müssen. 1981 ging er erneut zum Team Falcon und wurde Zweiter im traditionsreichen Rennen London–Bradford. Er blieb fast bis zum Ende seiner Karriere bei Falcon. Alle seine 64 Siege als Profi holte er in britischen Rennen, so 1978 den Greater Manchester Grand Prix oder auch eine Etappe des Sealink International Grand Prix 1984.
2016 wurde er in die Hall of Fame von British Cycling aufgenommen.

## Berufliches
Nach seiner aktiven Laufbahn wurde er Sportlicher Leiter in verschiedenen Radsportteams, unter anderem in dem Linda McCartney Racing Team und betrieb ein Radsportgeschäft. Ab 2013 arbeitete er im britischen Radsportverband British Cycling als Nachwuchstrainer.